# 70-й гвардейский мотострелковый полк
70-й гвардейский мотострелковый полк (70 гв. мсп, в/ч 71718) — тактическое формирование в составе Сухопутных войск Российской Федерации.
Формирование входит в состав 42-й гвардейской мотострелковой дивизии Южного военного округа. Пункт постоянной дислокации — город Шали (Чеченская Республика).

## История
Полк создан в 2016 году.
В 2022 году полк принимает участие во вторжении на Украину.
25 августа 2023 года указом Президента Российской Федерации 70-му мотострелковому полку было присвоено почётное наименование «гвардейский».
11 января 2024 года в Шали сгорел штаб полка.
Главное управление разведки МО Украины подозревает военнослужащих 70-го полка под командованием Юрия Абаева в убийстве четырех украинских военнопленных под Работино Запорожской области Украины в мае 2024 года.